# Prusianismo

Bandera de Prusia

El prusianismo comprende las prácticas y doctrinas de los prusianos; específicamente, el militarismo y la severa disciplina tradicionalmente asociada con la clase dominante prusiana.

## Historia

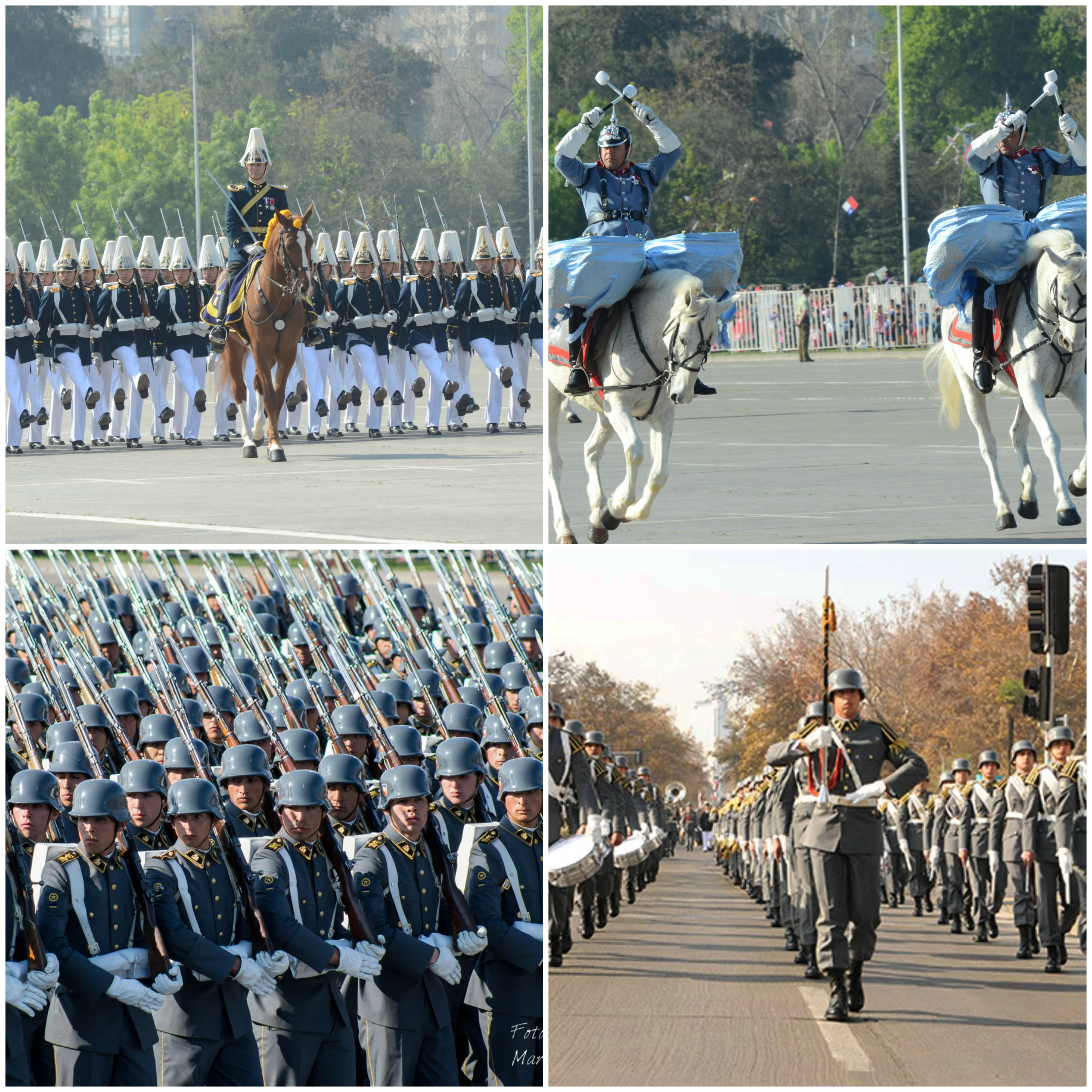
Uno de los casos más notorios de prusianismo en la actualidad es el que se presenta en las Fuerzas Armadas chilenas, las cuales aun en la actualidad mantienen las tradiciones, marchas y uniformes de la antigua Prusia.

El prusianismo tuvo sus orígenes con el ascenso al trono de  Federico Guillermo I en 1713, quien implantó las bases de un ejército profesional y estable; legado que fue continuado por su sobrino Federico Guillermo II, quien formó un ejército organizado y eficaz, y después por Federico II el Grande.
El prusianismo se sustentaba en la casta militarista conservadora de los junkers prusianos, teniendo como base fundamental una disciplina vertical, centralizada, paternalista y férrea. Su sustento ideológico consistía  en una combinación de la ideología nacionalista, el tradicionalismo, el conservadurismo y el militarismo marcadamente aristocrático, belicista y expansionista de la época. Esta filosofía fue la que influenció en buena medida la actitud de Prusia y la posterior Alemania en procesos históricos como las guerras napoleónicas, la unificación de Alemania, la Primera Guerra Mundial y la Segunda Guerra Mundial.
Sociológicamente, además, el prusianismo se expresó en las llamadas "virtudes prusianas", influyendo en varios aspectos relevantes de la cultura alemana.
Entre los teóricos y exponentes más relevantes del prusianismo se encuentran Karl von Clausewitz, Otto von Bismarck y Oswald Spengler. Por otro lado, varios analistas consideran que el prusianismo tuvo una influencia significativa en el movimiento revolucionario conservador y en el nacionalsocialismo.
El prusianismo también tuvo influencia en América Latina durante las décadas de los 20, 30 y 40, especialmente en los círculos militares de Chile,  Argentina, Bolivia y Colombia. En Chile las relaciones con Prusia datan de fines del siglo XIX cuando una misión alemana, al mando de Emilio Körner, inició el proceso de modernización y profesionalización del Ejército de Chile. El proceso se mantuvo e intensificó durante la primera mitad del siglo XX, durante el cual se dio un proceso de “prusianización” de la oficialidad militar de Chile que incluso, influenció a sus otras ramas de las fuerzas armadas, la Armada de Chile y la Fuerza Aérea de Chile, esto se puede ver durante la Parada Militar de Chile que se celebra cada año en Chile.  En Argentina y Bolivia también se utilizó el modelo prusiano como base de la profesionalización castrense en aquellos años.